# Волинець Євгеній Валерійович (футболіст)
Євге́ній Вале́рійович Волине́ць (нар. 26 серпня 1993, Канів, Черкаська область, Україна) — український футболіст, воротар клубу «Полісся».

## Біографія

### Ранні роки
Євген Волинець народився 26 серпня 1993 року в місті Канів у звичайній родині (тато — будівельник, мама — домогосподарка). У 5 років переїхав до Києва. Почав займатися футболом з 6 років, коли тато привів сина на набір до динамівської школи на Нивки. Першими тренерами футболіста були Віталій Хмельницький і Юрій Ястребинський, але особливої позицій у гравців тоді не було. У ворота Волинця поставив Євген Рудаков.
У ДЮФЛУ Євген починав грати за ФК «Відрадний». У сезоні 2006/07 він провів 23 гри (всі у стартовому складі), здобувши бронзові медалі всеукраїнських змагань, а вже в наступному сезоні в турнірі 15-річних виступав за «Динамо».
Перший матч за «біло-синіх» він провів 14 квітня 2008 року в Чернігові проти «Юності», замінивши на початку другого тайму Олександра Ткаченка. У «Динамо» цієї вікової групи зібралася ціла плеяда талановитих голкіперів — окрім Волинця та Ткаченка, місце у складі тренери також довіряли Мирославу Боню.
У тому сезоні «Динамо» U-15 стало чемпіонами України, перегравши у вирішальному поєдинку принципового суперника, донецький «Шахтар». Волинець відіграв повний матч, зберігши свої ворота на замку. Загалом у сезоні 2007/08 Євген виходив на поле в шістьох іграх, але вже в наступному сезоні на його рахунку було 14 матчів, 12 із яких у стартовому складі.
У сезоні 2009/10 динамівська команда, за яку грав Волинець, знову стала найкращою в Україні. І знову «біло-сині» у вирішальному матчі зустрілися з донецьким «Шахтарем». В основний час голів забито не було, а Волинець став головним героєм післяматчевої серії пенальті. Відбивши два удари «гірників», воротар дозволив динамівцям повести з рахунком 3:1, але його партнери дві наступні спроби поставити крапку в цій лотереї не реалізували. Додаткового шостого удару «гірники» завдавали першими, й знову на висоті виявився Волинець, якого згодом було визнано найкращим голкіпером фінального турніру.

### «Динамо-2»
У сезоні 2009/10 Волинця, ще до завершення динамівської Академії, включали до заявки «Динамо-2» на кілька матчів Першої ліги. У сезоні 2010/2011 Волинець уже 13 разів потрапляв до запасу на ігри Першої ліги. Потім кількість включень до заявки на матч скоротилася до 5-ти, й, нарешті, в сезоні 2012/13 він знову перебував на лаві запасних 13 разів. Попри це протягом чотирьох сезонів так і не вийшов жодного разу на поле.
Дебют в офіційному матчі у Волинця відбувся 23 жовтня 2013 року, де він відіграв повний матч Першої ліги проти харківського «Геліоса» і зберіг свої ворота «сухими» (3:0). До кінця сезону зіграв у 14 матчах чемпіонату, а в наступному продовжив залучатись до матчів другої динамівської команди в Першій лізі.

### «Геліос»
У липні 2016 року став гравцем харківського «Геліоса».

### «Полісся»
24 червня 2024 року підписав дворічний контракт з клубом «Полісся» (Житомир).

## Збірна
Волинець неодноразово викликався до юнацьких збірних України різних вікових груп, починаючи з U-16 й до U-19. У складі збірних України U-16 та U-17 він провів три повних матчі.
У травні 2011(?) року Євгена разом з одноклубниками Бонем та Ткаченком було запрошено до складу України U-19 для участі в еліт-раунді кваліфікації на Євро-2012 серед 19-річних.
Загалом же за юнацькі збірні України U-18 та U-19 Волинець зіграв 13 матчів, із яких 10 у стартовому складі.